# Ivan Kristan (pravnik)
Ivan Kristan, slovenski ustavni pravnik, politik, profesor, rektor * 12. junij 1930, Arnovo selo, † 16. september 2023

## Življenje in delo
Rodil se je materi Mariji in očetu Antonu, ki je v Arnovo selo prišel iz Jarčje Doline pri Žireh. Osnovno šolo je obiskoval v Artičah. Obdobje med drugo svetovno vojno (1941–45) je preživel v osmih internacijskih taboriščih po vzhodni in srednji Nemčiji. Po vrnitvi v Slovenijo je bil sprejet v Gimnaziji Brežice. Po opravljeni maturi leta 1951 se je vpisal na študij prava na ljubljanski Pravni fakulteti, kjer je leta 1957 diplomiral. Med študijem je bil zaposlen kot novinar pri Ljubljanskem dnevniku in pri Ljudski pravici. V letih 1958–67 je bil sindikalni zaupnik. Leta 1965 je doktoriral s tezo Statuti delovnih organizacij v procesu odmiranja prava. Kot štipendist Humboldtove fondacije se je leta 1968 znanstveno izpopolnjeval na Univerzi v Regensburgu in na Univerzi v Kölnu.
Leta 1967 se je zaposlil na Pravni fakulteti v Ljubljani in leta 1977 postal redni profesor. Na Pravni fakulteti v Ljubljani je predaval predmeta Ustavno pravo SFRJ in (1980–81) Primerjalno ustavno pravo, na Filozofski fakulteti v Ljubljani predmet Družbena ureditev SFRJ in na Teološki fakulteti ciklus predavanj iz predmeta Družbena ureditev SFRJ. V letih 1981–85 je bil dekan Pravne fakultete, med letoma 1985 in 1987 pa 34. rektor Univerze Edvarda Kardelja v Ljubljani. Naslednja štiri leta je bil sodnik Ustavnega sodišča SFRJ (1987–91) v Beogradu. Leta 1990 je dosegel, da ustavno sodišče ni sprejelo začasne odredbe zoper zakon o plebiscitu, tako da se je  plebiscit 23. decembra 1990 zgodil brez zapletov. Leta 1991 je na Ustavnem sodišču Jugoslavije dosegel, da je sodišče začelo postopek o umiku JLA iz Slovenije. Med letoma 1992 in 1997 je bil prvi predsednik Državnega sveta Republike Slovenije. Glavne teme njegovih raziskav so nacionalno vprašanje, federalizem, problematika parlamentarizma (problem dvodomnosti) in problematika človekovih pravic.
Zelo si je prizadeval, da bi državni zbor Slovenije sprejel akt o notifikaciji nasledstva Slovenije po Jugoslaviji zaradi Avstrijske državne pogodbe, ki zagotavlja pravice slovenske manjšine v Avstriji. 
Leta 2003 mu je bil podeljen naziv zaslužnega profesorja ljubljanske univerze. Živel je v Škofji Loki. 
Pokopan je na Žalah.

## Družina
Bil je poročen. Imel je hčer.